# 13932 Rupprecht
13932 Rupprecht eller 1988 SL1 är en asteroid i huvudbältet som upptäcktes den 18 september 1988 av Europeiska sydobservatoriet vid La Silla-observatoriet. Den är uppkallad efter astronomen Gero Rupprecht.